# Alheira

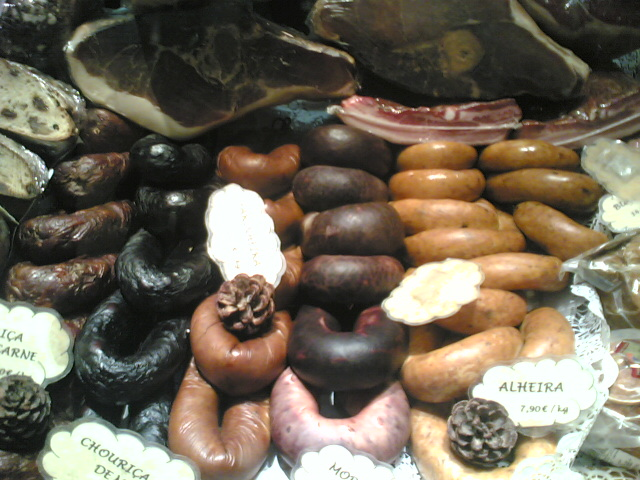
Różne rodzaje Alheiry

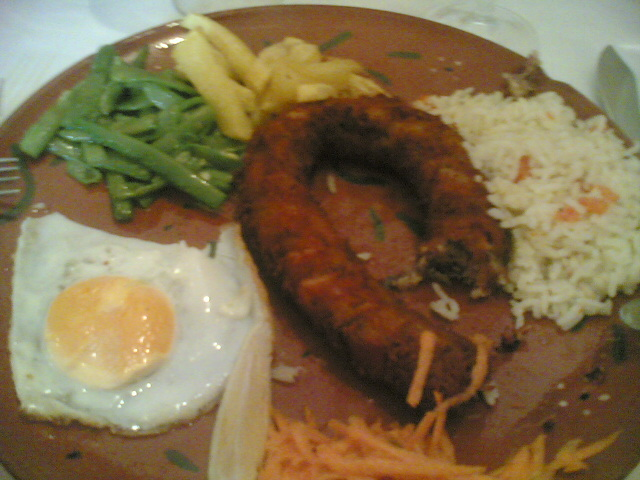
Smażona alheira z Mirandel

Alheira – rodzaj portugalskiej kiełbasy z mięsa innego niż wieprzowina, np. cielęciny, drobiu lub królika. Nazwa potrawy pochodzi od portugalskiego określenia czosnku (alho). Jednak obecnie alheira nie musi zawierać czosnku, choć nadal jest on do niej często dodawany. Oprócz mięsa najczęstszymi składnikami są chleb, olej, czosnek i papryka.
Alheira została po raz pierwszy wytworzona przez portugalskich Żydów, zmuszonych przez inkwizycję do porzucenia swojej religii. Żydzi, których religia zakazywała spożywania wieprzowiny, byli możliwi do rozpoznania po tym, że nie wędzili mięsa. Aby to ukryć, mieszali dozwolone religijnie mięso z chlebem i innymi dodatkami. Z czasem zwyczaj przejęli też chrześcijanie.
Tradycyjnie grillowana lub pieczona alheira była podawana z gotowanymi warzywami. Obecnie kiełbasę często smaży się i podaje z frytkami oraz jajkiem sadzonym. W restauracjach jest najczęściej jednym z najtańszych dań, o ile nie zawiera kosztownej dziczyzny.
Produkt najczęściej kojarzony jest z miastem Mirandela, ale popularny jest także w regionach Beira Alta i Trás-os-Montes.
Kiełbasa figuruje w rejestrze produktów o chronionym pochodzeniu geograficznym w Unii Europejskiej (ochroną objęte są dwa rodzaje alheiry – Alheira de Vinhais i Alheira de Barroso-Montalegre).